# Стреляєв Микола Данилович
Микола Данилович Стреляєв (30 січня 1909, Терпіння — дата смерті невідома) — український радянський скульптор; член Спілки радянських художників України.

## Біографія
Народився 30 січня 1909 року в селі Терпінні (нині Мелітопольський район Запорізької області, Україна). 1953 року закінчив Київський художній інститут. Був учнем Леонори Блох, Михайла Лисенка, Олексія Кокеля, Семена Прохорова, Олександра Сиротенка.
Мешкав у Києві в будинку на вулиці Редутній, № 40.

## Творчість
Працював у галузях станкової та монументальної скульптури. Серед робіт:
- «Академік Володимир Філатов» (1953);
- портрет робітника заводу «Арсенал» Г. М. Пілявця (1957);
- портрет знатної доярки М. Коваль (1958);
- «Студент Володимир Ульянов» (1960);
- «Володимир Ленін» (1963).

Брав участь у всесоюзних виставках з 1953 року, республіканських — з 1957 року.